# Ken A. Ribet
Kenneth Alan "Ken" Ribet, född den 28 juni 1948 i New York, är en amerikansk matematiker. 
Ribet är framförallt verksam inom talteori och algebraisk geometri. För allmänheten är han mest känd för sina resultat kopplade till Andrew Wiles bevis av Fermats stora sats. Ribet visade nämligen att Fermats sats följer ur Taniyama-Shimuras förmodan. Denna förmodan bevisades sedan av Wiles. 
Ribet studerade vid Harvard, och är idag professor vid University of California, Berkeley.